# Coupe latine de rink hockey 2018
Navigation
Coupe latine de rink hockey 2016
La coupe latine de rink hockey 2018 est la 29e édition de ladite compétition organisée par le Comité européen de rink hockey. Elle oppose quatre pays à savoir l'Espagne, la France, l'Italie et le Portugal dans la catégorie des moins de 23 ans. L'édition 2018 a lieu à Saint-Omer en France, lors du week-end de Pâques du 30 mars au 1er avril 2018.
La sélection portugaise, tenante du titre, termine à la quatrième et dernière position. Il s'agit d'une première pour le Portugal qui n'avait alors connu que la première ou seconde place. 
Les trois autres équipes terminent le tournoi à égalité de points. Avec la meilleure différence de but général, l'Espagne remporte pour la douzième fois ce tournoi devant l'Italie et la France. 
En raison de la Pandémie de Covid-19 sévissant en Europe, l'édition suivante de 2020 est officiellement annulée le 5 mars 2020
. La compétition est par la suite remplacée par un championnat d'Europe dont la première édition se déroule en 2023 au Portugal. 

## Déroulement
Le Portugal et l'Espagne sont les deux grands favoris à l'obtention du titre. Le Portugal a remporté les deux précédents titres et est l'équipe la plus titrée de la compétition avec 14 titres. L'Espagne qui a remporté les deux éditions précédant les titres portugais possède le second palmarès le plus garni avec 11 titres. Derrière ces pays de la péninsule ibérique, on retrouve l'Italie. Elle n'a pas remporté la compétition depuis l'édition 1990 mais a terminé à la seconde place lors de l'édition précédente. 
La France fait office d'outsider en n'ayant échappé à la dernière place que cinq fois depuis la création de la compétition en 1956.
Quatre arbitres venant chacun d'un des quatre pays engagés participent à la compétition : Ulderico Barbarisi pour l'Italie, Pascal Hanras pour la France, Alberto Lopez Exposito pour l'Espagne et Jose Pinto pour le Portugal.
L'acheminement des joueurs portugais est marqué par un incident. En raison d'un retard de la compagnie aérienne TAP, la sélection portugaise qui devait prendre une correspondance à Nice avant de rejoindre Lille, reste bloquée à Nice. Une alternative est trouvée en se rendant à Bruxelles. Les joueurs y passent la nuit avant de prendre un car vers le lieu de la compétition.
La compétition se déroule dans la salle du club du SCRA Saint-Omer. Il s'agit d'un club de Nationale 1 qui termine à la place de vice-champion de France à l'issue du championnat 2018. Par ailleurs, la compétition est ponctuée par un projet de développement du rink hockey sur le plan international. Une collecte de matériels est organisée par un ancien joueur de Saint-Omer, Kouokam Kamtchueng, dans le but de recueillir des crosses, des maillots afin de contribuer au développement du rink hockey au Cameroun.

## Classement et résultats
La coupe latine se déroule sous la forme d'un championnat durant lequel les quatre équipes s'affrontent toutes une seule fois.

### 1rejournée
L'Espagne et l'Italie ouvrent le tournoi en se rencontrant pour le premier match de la coupe. Les Italiens n'ont que peu de réussite malgré les nombreuses tentatives face au gardien Blai Roca. Dominés, ils encaissent deux premiers buts avant la mi-temps. De retour des vestiaires, les espagnols profitent des lacunes du camp italien pour rajouter quatre nouvelles réalisations, dont un doublé de Cesar Carballeira. L'Espagne l'emporte sans difficulté sur un score de 6 buts à 2,.
L'équipe de France, hôte de l'édition et seule équipe à n'avoir jamais remporté le tournoi affronte l'équipe du Portugal, tenante du titre et plus grande détentrice de titres depuis la création de la compétition. Les portugais grand favoris de la rencontre sont malmenés notamment par un triplé de Carlo Di Benedetto qui évolue au HC Liceo. L'arrêt d'un coup franc direct par Keven Correia à quelques secondes du terme permet aux français de remporter la partie sur le plus faible des écarts. Les chances du Portugal de remporter la compétition sont dès lors compromises.

### 2ejournée
Lors de la rencontre opposant le Portugal et l'Espagne, les espagnols prennent un large avantage dès la première mi-temps notamment par un triplé de César Carballeira en moins de 10 minutes puis un triplé de Roger Acsensi en seconde période. La sélection espagnole remporte sa seconde victoire en remportant très largement la rencontre face aux portugais sur un score de 9 à 4. Il ne lui reste plus qu'à remporter son troisième match face à la France pour obtenir un nouveau titre,.
La première partie du match opposant la France à l'Italie est équilibrée. Les deux équipes sont même à égalité à la pause, en ayant chacune marqué un unique but. Cependant le manque de réalisme des français et la prestation du gardien italien Bruno Sgaria, permet aux italiens de prendre un avantage décisif en seconde période. Les trois buts de l'Italie leur permettent de vaincre la France. Il ne reste désormais plus que l'Espagne d'invaincu dans la compétition à l'abord de la dernière journée, tandis que le Portugal n'est toujours pas parvenu à remporter le moindre match.

### 3ejournée
De la même manière que l'Italie l'a emporté la veille, elle récidive lors de son dernier match face au Portugal. Le score est d'un but partout à la mi-temps et il faut attendre la seconde période pour voir l'Italie prendre l'avantage sur son adversaire. L'Italie est bien soutenu par son capitaine Giulio Cocco qui est considéré comme étant le meilleur joueur de l'édition 2018 de la coupe latine. Ses trois buts permettent de condamner le Portugal à sa troisième défaite consécutive,.
À la suite la défaite de l'Italie contre l'Espagne, cette dernière a le luxe d'avoir la possibilité de perdre son dernier match face à la France mais sur un score faible, pour ne pas remettre en cause l'obtention d'un nouveau titre. Très peu de jeu n'est produit en première mi-temps. Cette dernière s'achève sur un score de parité. L'Espagne prend l'avantage, mais un doublé de Carlo Di Benedetto donne à la France une longueur d'avance. L'Espagne ayant égalisé, Roberto Di Benedetto marque le but de la victoire.

### Tableau synthétique des résultats
| Rang | Équipe    | Pts | J | G | N | P | Bp | Bc | Diff |  | Résultats |  |     |     |     |
| ---- | --------- | --- | - | - | - | - | -- | -- | ---- |  | --------- |  | --- | --- | --- |
| 1    | Espagne   | 6   | 3 | 2 | 0 | 1 | 18 | 10 | +8   |  | Espagne   |  | 6-2 | 3-4 | 9-4 |
| 2    | Italie    | 6   | 3 | 2 | 0 | 1 | 12 | 11 | +1   |  | Italie    |  |     | 4-1 | 6-4 |
| 3    | France    | 6   | 3 | 2 | 0 | 1 | 9  | 10 | -1   |  | France    |  |     |     | 4-3 |
| 4    | PortugalT | 0   | 3 | 0 | 0 | 3 | 11 | 19 | -8   |  | Portugal  |  |     |     |     |

### Classement
L'Espagne défait par la France, la compétition se retrouve face à une triple égalité. L'Espagne, la France et l'Italie ont chacune remporté deux rencontres et connu une défaite : les trois équipes sont à égalité de points. Pour les départager, les équipes ayant remporté chacune entre-elles (sans prendre en compte le Portugal) une victoire et une défaite, il est nécessaire d'observer les différences de buts. L'Espagne ayant le meilleur résultat avec +8 remporte le tournoi. Il s'agit pour les Ibériques de leurs 12e titres dans cette compétition.
L'Italie se classe second avec un but positif. Elle confirme la prestation réalisée lors de la précédente édition où l'équipe avait également terminé à la seconde place.
La France s'adjuge la troisième place avec un bilan négatif d'un but. Ce résultat des français est considéré comme très prometteur par la presse espagnole et le sélectionneur espagnol notamment par une nouvelle génération de joueur compétitif sur le plan internationale. Elle est considérée comme étant la meilleure équipe jeune de l'histoire de rink hockey français, avec plusieurs de ces joueurs évoluant dans des championnats étrangers.
Le Portugal, pourtant équipe la plus titrée, termine à la dernière place de la compétition. C'est la première fois qu'une équipe tenante du titre termine à la dernière place. Il s'agit également d'une première pour l'équipe portugaise : le Portugal s'était toujours classé soit à la première soit à la seconde place de la compétition, mais jamais à la quatrième ni à la troisième place. Il est à noter que la presse espagnole souligne que l'Espagne n'est plus qu'à un titre de rattraper le Portugal avec cette 12e victoire car l'Espagne ne lui attribue que 13 titres au lieu de 14. Cela est dû au fait que l'Espagne ne reconnait pas légitime l'édition 2001 qui s'est déroulé sans sa participation.

## Meilleurs buteurs
Le français Carlo Di Benedetto, en marquant sept buts, devient le meilleur réaliateur de l'édition avec un but de plus que l'italien Giulio Cocco, et l'espagnol César Carballeira.
| # | Joueur             | Sélection | Buts |
| - | ------------------ | --------- | ---- |
| 1 | Carlo Di Benedetto | France    | 7    |
| 2 | César Carballeira  | Espagne   | 6    |
| 2 | Giulio Cocco       | Italie    | 6    |

### Feuilles de match
Les feuilles de match sont issues du site officiel du Comité européen de rink hockey : cers-rinkhockey.eu. 
1. ↑  Match 1 : Italie - Espagne
2. ↑  Match 2 : France - Portugal
3. ↑  Match 3 : Espagne- Portugal
4. ↑  Match 4 : Italie - France
5. ↑  Match 5 : Portugal - Italie
6. ↑  Match 6 : Espagne - France